# Si maggiore

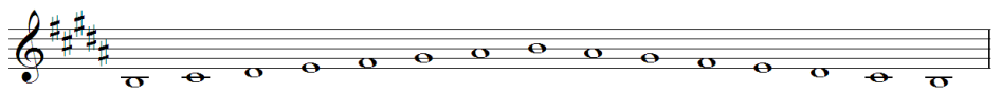
Per la scala musicale del si maggiore, si hanno: Si, Do♯, Re♯, Mi, Fa♯, Sol♯, La♯, Si (parte ascendente).

La tonalità di Si maggiore (B major, H-Dur) è incentrata sulla omonima nota tonica. Può essere abbreviata in Si M oppure in B secondo il sistema anglosassone. Si avranno quindi in inglese B major, mentre la denominazione tedesca è  H-Dur  ed eccezionalmente non trova alcun riscontro in inglese. In lingua francese, invece, si ha la dicitura Si majeur.

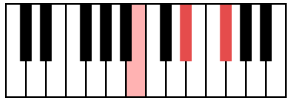
L'accordo di si maggiore (triade) è composto da Si, Re♯, Fa♯.

L'armatura di chiave è la seguente (cinque diesis):
```

Alterazioni
 (da sinistra a destra):
fa♯, do♯, sol♯, re♯, la♯.
```

Questa rappresentazione sul pentagramma coincide con quella della tonalità relativa sol diesis minore.